# Josefina Plá
Josefina Plá (Isla de Lobos, 9 november 1903 - Asunción, 20 januari 1999) was een Paraguayaans schrijfster, dichteres, kunstenares en kunstcritica.

## Levensloop
Plá werd in 1903 in de vuurtoren van Isla de Lobos op de Canarische Eilanden geboren als dochter van Leopoldo Plá en Rafaela Guerra Galvani.
Ze groeide op in Spanje en kwam in 1926 aan in Paraguay. Ze woonde in eerste instantie in Villa Aurelia, een woonwijk van de hoofdstad Asunción, en later in de stad zelf.
Ze schreef gedichten en essays en had een belangrijke invloed op het intellectuele leven in Paraguay. Als kunstenaar was ze actief in het pottenbakken.

## Werk
- 1934: El precio de los sueños
- 1942: Aquí no ha pasado nada
- 1968: El polvo enamorado
- 1969: Historia de un número
- 1976: The British in Paraguay, 1850–1870 vertaald door B.C. McDermot
- 1977: Fiesta en el río
- 1977: Antología poética
- 1981: El espejo y el canasto
- 1982: Tiempo y tiniebla
- 1984: Cambiar sueños por sombras
- 1987: La llama y la arena
- 1989: La muralla robada
- 1998: Las Artesanías en el Paraguay

- Biblioteca Nacional de España: XX1094116
- Bibliothèque nationale de France: cb120350170 (data)
- Gemeinsame Normdatei: 1057238872
- International Standard Name Identifier: 0000 0001 0895 5977
- Library of Congress Control Number: n50019736
- Nederlandse Thesaurus van Auteursnamen: 074730843
- Système universitaire de documentation: 028533046
- Union List of Artist Names: 500117227
- Virtual International Authority File: 46776829
- WorldCat: E39PBJfh8J6h6Dx7Vjpx34q4v3